# Sphaeralcea digitata
Sphaeralcea digitata är en malvaväxtart som först beskrevs av Edward Lee Greene, och fick sitt nu gällande namn av Per Axel Rydberg. Sphaeralcea digitata ingår i släktet klotmalvor, och familjen malvaväxter.

## Underarter
Arten delas in i följande underarter:
- S. d. digitata
- S. d. tenuipes